# Thyrsopteris elegans
Thyrsopteris elegans är en ormbunkeart som beskrevs av Kze. Thyrsopteris elegans ingår i släktet Thyrsopteris och familjen Thyrsopteridaceae. Inga underarter finns listade.